# Noir Désir
Noir Désir was een Franse rockband die van 1983 tot 2010 actief was. Hun bekendste album is Des visages des figures uit 2001 met daarop onder meer het nummer Le vent nous portera, met gitaarspel van Manu Chao. Andere bekende nummers van hen zijn "Aux sombres héros de l'amer", "Tostaky (le continent)", "Un jour en France" en "L'Homme pressé".

## Geschiedenis
De band werd in 1983 in Bordeaux opgericht door zanger Bertrand Cantat, drummer Denis Barthe, gitarist Serge Teyssot-Gay en bassist Frédéric Vidalenc (vervangen in 1996 door Jean-Paul Roy). 
In 2003 sloeg Cantat zijn vriendin Marie Trintignant in coma tijdens een ruzie in een hotelkamer in Litouwen. Enkele dagen later stierf ze. Cantat werd door een Litouwse rechter tot acht jaar opsluiting veroordeeld. Hij zat de helft van zijn straf uit in een gevangenis vlak bij Toulouse. Op 16 oktober 2007 werd Bertrand op vrije voeten gesteld.
Tijdens de opsluiting werd het platencontract verlengd, maar in 2010 ging de band alsnog uit elkaar.

## Discografie
- Où veux tu qu'je r'garde? (1986)
- Veuillez rendre l'âme (à qui elle appartient) (1989)
- Du ciment sous les plaines (1991)
- Tostaky (1992)
- Dies Irae (live) (1994)
- 666.667 Club (1996)
- One Trip / One Noise (remixen, 1998)
- En route pour la joie (compilatie, 2000)
- Des visages des figures (2001)
- Noir Désir en public (2005)
- Noir Désir en images (dvd, 2005)
- Soyons Desinvoltes.. (cd, 2011)